# Різа-Гросенгайн (район)
Різа-Гросенгайн (нім. Landkreis Riesa-Großenhain) — колишній район у Німеччині, у землі Саксонія. Підпорядкований адміністративному округу Дрезден. Центр району — місто Гросенгайн.
Площа — 820,54 км². Населення — 112,0 тис. осіб (2007). Густота населення — 136 осіб/км².
Офіційний код району — 14 2 85.

## Адміністративний поділ
Район поділявся на 21 громаду.

## Міста та громади
Міста
1. Гредіц (7.639)
2. Гросенгайн (15.757)
3. Різа (35.895)
4. Штрелен (4.107)

Громади
1. Вайсіг-ам-Рашюц (951)
2. Вільденгайн (1.710)
3. Вюлькніц (1.809)
4. Глаубіц (2.056)
5. Лампертсвальде (1.979)
6. Наувальде (1.091)
7. Нюнхріц (6.389)
8. Прістевіц (3.507)
9. Редерауе (3.246)
10. Тауша (1.504)
11. Тіендорф (2.257)
12. Гіршштайн (2.402)
13. Цабельтіц (2.913)
14. Цайтгайн (6.429)
15. Шенфельд (2.022)
16. Штаухіц (3.466)
17. Еберсбах (4.841)

Об'єднання громад
Управління Гредіц
Управління Нюнхріц
Управління Редерауе-Вюлькніц
Управління Тіендорф
Управління Цабельтіц
Управління Шенфельд
 (30 червня 2007) 